# Nathan Stein (Jurist)
Nathan Stein (* 11. November 1857 in Neckarsulm; † 8. Mai 1927 in Mannheim) war ein deutscher Richter. Er war der erste Jurist jüdischen Glaubens, der in Deutschland zum Präsidenten eines Gerichts ernannt wurde.

## Leben
Nathan Stein schloss das Jurastudium mit der Promotion und den Staatsexamina ab und trat 1883 in den Justizdienst ein. Seine erste Stelle war das Amtsgericht Sinsheim. 1884 wechselte er nach Engen, 1884 nach Mannheim, wo er 1892 Oberamtsrichter wurde. 1894 wurde er zum Landgerichtsrat befördert, im Jahr 1900, inzwischen in Karlsruhe, war er zum Oberlandesgerichtsrat avanciert. 1914 wurde Stein zum Präsidenten des Landgerichts Mannheim berufen und hatte dieses Amt bis 1923 inne.
Stein war seit 1895 Mitglied des Synodalrats und zeitweilig Präsident des Oberrats der Israeliten Badens.
Nathan Steins Grab ist auf dem jüdischen Friedhof in Mannheim.

## Abgrenzung
Der Richter Nathan Stein ist nicht zu verwechseln mit dem – ebenfalls in Karlsruhe ansässigen – Rechtsanwalt, Bankier, Professor der Nationalökonomie und Präsident des Oberrats der Israeliten, Nathan Stein (1881 Worms – New York 1966). Auch ein am 29. Juli 1854 in Danzig geborener Jurist gleichen Namens, der 1876 in Bonn seine Dissertation Über das Forum delicti commissi und den Begriff der Begangenschaft schrieb, steht in keinem erkennbaren Zusammenhang mit dem obigen.
| Personendaten    | Personendaten                                                                 |
| ---------------- | ----------------------------------------------------------------------------- |
| NAME             | Stein, Nathan                                                                 |
| KURZBESCHREIBUNG | deutscher Richter, erster Gerichtspräsident jüdischen Glaubens in Deutschland |
| GEBURTSDATUM     | 11. November 1857                                                             |
| GEBURTSORT       | Neckarsulm                                                                    |
| STERBEDATUM      | 8. Mai 1927                                                                   |
| STERBEORT        | Mannheim                                                                      |